# Tanzania
Tanzania, Zjednoczona Republika Tanzanii (suahili Jamhuri ya Muungano wa Tanzania) – państwo we wschodniej Afryce powstałe z połączenia dawnych kolonii brytyjskich: Tanganiki (do I wojny światowej niemieckiej) oraz brytyjskiego Zanzibaru, co symbolizowała nazwa utworzona z pierwszych sylab nazw obu krajów TAN+ZAN. W skład Tanzanii jako republiki federacyjnej weszła również wyspa Pemba położona blisko Zanzibaru. Stolicą Tanzanii jest Dodoma, do 1981 roku było nią Dar es Salaam (obecnie stolica administracyjna i siedziba rządu).

## Geografia
Większą część powierzchni Tanzanii zajmuje Wyżyna Wschodnioafrykańska (wys. 900–1500 m n.p.m.) przedzielona Wielkim Rowem Wschodnim, wypełnionym jeziorami Natron, Eyasi i Manyara. Wielki Rów Wschodni otoczony jest masywem Kilimandżaro. W północnej części kraju ciągną się rozległe równiny, w tym Serengeti Plains, Step Masajów, Step Wembere, gdzieniegdzie występują ostańce skalne. Na południu znajdują się w znacznym stopniu zerodowane pasma górskie (Rubeho, Uluguru i Mbarika). Wzdłuż zachodniej granicy rozciągają się pasma gór zrębowych – Kipengere Range, Poroto i Mgeya, opadające stromym uskokiem do Wielkiego Rowu Zachodniego i ulokowanych w nim jezior. Na wybrzeżu występuje pas nizin, szeroki na 50–100 km, w obszarze delty Rufidżi na 200 km. Należące do Tanzanii wyspy Pemba i Zanzibar otoczone są koralami.

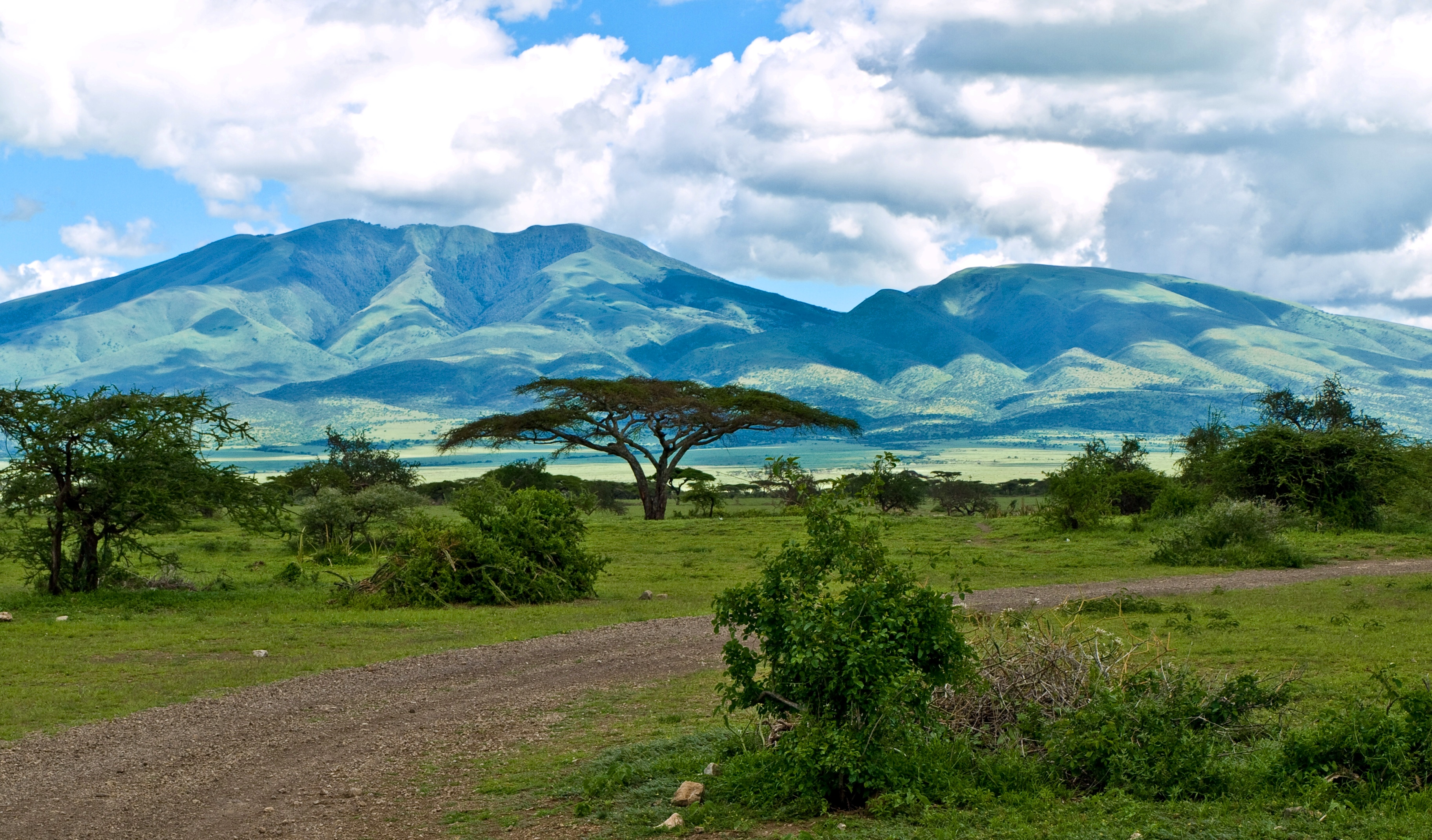
Serengeti

Klimat równikowy monsunowy, na wyspach i wybrzeżu wilgotny, na płaskowyżu suchszy. W północnej części kraju występują dwie pory deszczowe (od marca do maja i od września do listopada), na pozostałym obszarze jedna – od listopada do kwietnia lub maja. Często występują burze. W pasie nadbrzeżnym sieć hydrograficzna jest gęsta, we wnętrzu kraju rzeki mają charakter głównie okresowy. W masywie Kilimandżaro występuje kilka lodowców (na wysokości 4800–5200 m n.p.m.), systematycznie zmniejszają swoją objętość. Niziny porastają sawanny i, w większości w okolicach rzek, połacie lasów wiecznie zielonych. Na wybrzeżach występują namorzyny, na płaskowyżu sawanny, na zachodzie i południowym zachodzie głównie lasy miombo. W górach piętro leśne kończy się na 2900 m n.p.m., od 2900 do 4000 m n.p.m. występuje piętro subalpejskich zarośli, powyżej 4000 m n.p.m. piętro roślinności afroalpejskiej z olbrzymimi starcami (Senecio). W Tanzanii odnotowano 322 gatunki ssaków i 1052 gatunki ptaków, z czego 24 są endemiczne dla kraju.
Na północy zlokalizowany jest Park Narodowy Serengeti wpisany na listę światowego dziedzictwa UNESCO.
- Położenie geograficzne: pomiędzy południkami 29° i 41° E oraz równoleżnikami 1° i 12° S[5]
- Długość granic lądowych: 4161 km[6]

kraje sąsiedzkie: Burundi 589 km, Kenia 775 km, Malawi 512 km, Mozambik 840 km, Rwanda 222 km, Uganda 391 km, Zambia 353 km, Demokratyczna Republika Konga 479 km
- Długość wybrzeża: 1424 km[6]
- Najwyższy punkt: Kilimandżaro 5895 m n.p.m.[5]
- Najniższy punkt: Ocean Indyjski 0 m n.p.m.[3]

## Historia
Tanzania powstała 29 października 1964 r. jako federacja dwóch odrębnych państw: Tanganiki (niepodległej od 1961) i Zanzibaru (niepodległego od 1963). W latach 1964–1985 krajem rządził prezydent Julius Nyerere będący inicjatorem unii. Do 1977 roku faktyczna władza należała do dwóch partii – Afrykańskiego Narodowego Związku Tanganiki i Partii Afroszyrazyjskiej na Zanzibarze. W 1977 roku Nyerere zaprowadził w kraju rządy monopartyjne, oparte na Partii Rewolucji. Ustrój kraju opierał się na uchwalonej w 1967 Deklaracji z Arushy, zawierającej podstawowe założenia socjalizmu tanzańskiego (ujamaa). W ramach realizacji tej koncepcji, Nyerere przeprowadził proces kolektywizacji wsi i nacjonalizacji gospodarki. Celem tych działań miało być doprowadzenie do ekonomicznej samowystarczalności. Od 1972 roku miała miejsca wzmożona polityka decentralizacji, która doprowadziła w 1979 roku do nadania Zanzibarowi autonomii i odrębnych organów władzy.

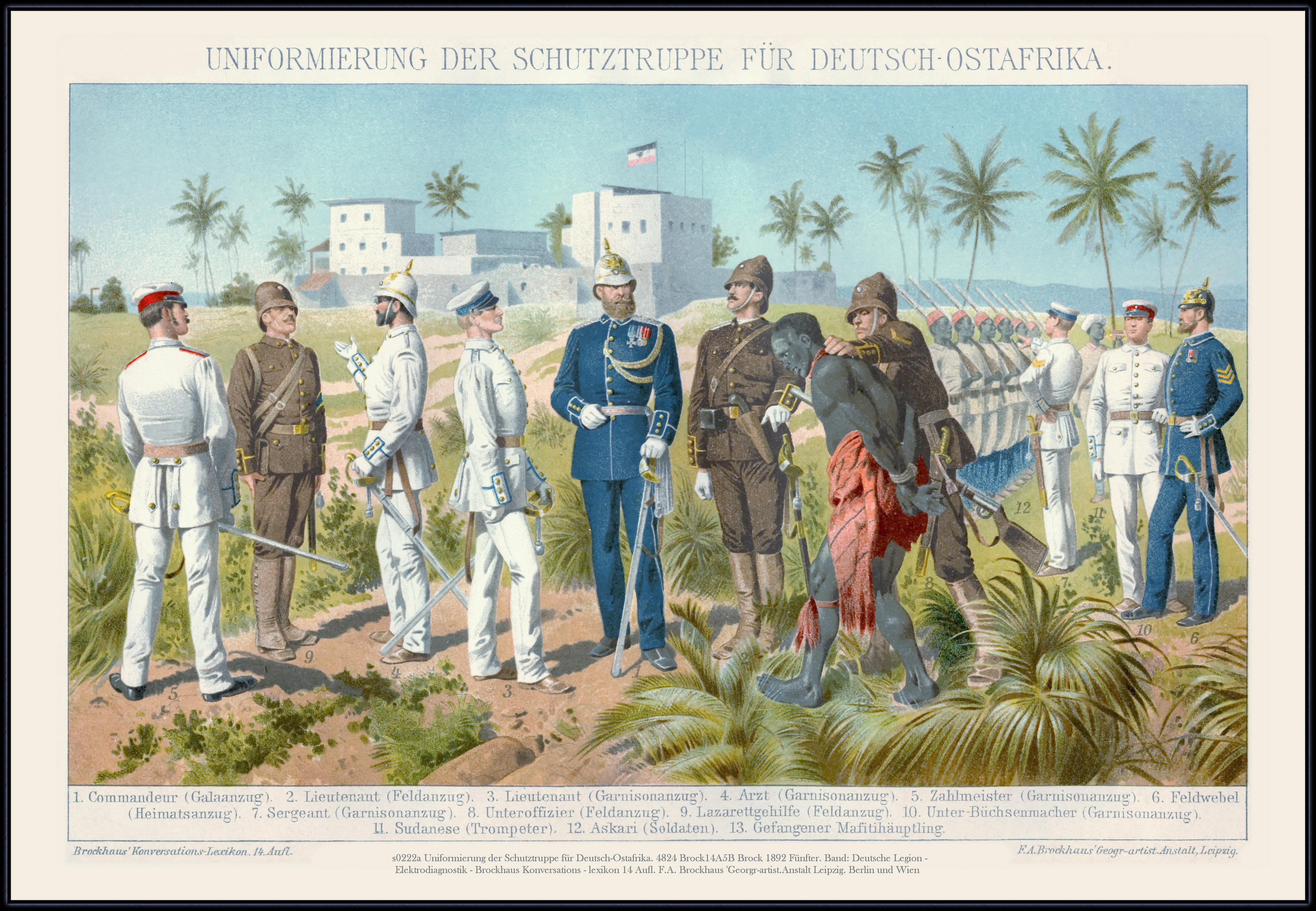
Niemiecka Afryka Wschodnia, 1892

W polityce zagranicznej Nyerere przyłączył Tanzanię do grupy tzw. państw frontowych i udzielała ona pomocy ruchom wyzwoleńczym w Południowej Afryce i Rodezji. Najlepsze relacje łączyły w tamtym czasie Tanzanię z Chinami. W 1978 roku doszło do wybuchu wojny z sąsiednią Ugandą. Spór państw rozpoczął się w 1971 roku, gdy w Ugandzie doszło do zamachu stanu, w którym armia na czele z Idi Aminem obaliła prezydenta Miltona Obote. Nyerere zaoferował azyl polityczny obalonemu prezydentowi. Konsekwencją przegranej przez Ugandę wojny był upadek junty ugandyjskiej i powrót do władzy Obote w 1980 roku.
Nyerere ostatnią kadencję rozpoczął w 1980 roku i urząd sprawował do 1985 roku. Ostatnia kadencja polityka była okresem, w którym w parlamencie wyłoniła się opozycja dążąca do ograniczenia zakresu władzy prezydenta oraz kryzysu politycznego na Zanzibarze z 1984 roku który spowodowany był coraz większym niezadowoleniem z unii z Tanganiką oraz tendencjami separatystycznymi. Władzę po Nyerere objął Ali Hassan Mwinyi. Pochodzący z Zanzibaru polityk zahamował nastroje separatystyczne na wyspie. Nowy prezydent odstąpił od socjalistycznych zasad gospodarczych i wprowadzał w kraju wolny rynek. Spowodowało to zacieśnienie przez Tanzanię relacji z państwami zachodnimi oraz organizacjami międzynarodowymi. W 1990 roku dawny współpracownik Nyerere, Oscar Kambona utworzył opozycyjną partię – Demokratyczne Forum Tanzanii. Działalność partii została zalegalizowana w 1992 roku poprzez wprowadzenie systemu wielopartyjnego. Dominujące znaczenie zachowała Partia Rewolucji. 7 sierpnia 1998 w Dar es Salaam doszło do zamachu bombowego na ambasadę USA, dokonanego przez radykalnych islamistów.

## Demografia
Tanzania jest jednym z najsłabiej zurbanizowanych państw świata. Ludność miejska stanowi zaledwie 33,8% wszystkich mieszkańców. Najgęściej zaludnione są żyzne tereny wokół masywów wulkanicznych, rejon Jeziora Wiktorii i Jeziora Malawi, oraz wyspy Zanzibar i Pemba.
| (2017)                   | (2017)                                         |
| ------------------------ | ---------------------------------------------- |
| Liczba ludności          | 53 950 935                                     |
| Ludność według wieku     |                                                |
| 0 – 14 lat               | 43,74% (mężczyzn 11 921 393/kobiet 11 678 536) |
| 15 – 64 lat              | 53,24% (mężczyzn 14 296 243/kobiet 14 427 430) |
| ponad 64 lata            | 3,02% (mężczyzn 687 118/kobiet 940 215)        |
| Wiek (mediana)           |                                                |
| W całej populacji        | 17,7 lat                                       |
| Mężczyzn                 | 17,5 lat                                       |
| Kobiet                   | 18 lat                                         |
| Przyrost naturalny       | 2,75%                                          |
| Współczynnik urodzeń     | 35,6 urodzin/1000 mieszkańców                  |
| Współczynnik zgonów      | 7,6 zgonów/1000 mieszkańców                    |
| Współczynnik migracji    | -0,5 migrantów/1000 mieszkańców                |
| Ludność według płci      |                                                |
| przy narodzeniu          | 1,03 mężczyzn/kobiet                           |
| poniżej 15 lat           | 1,02 mężczyzn/kobiet                           |
| 15 – 64 lat              | 0,93 mężczyzn/kobiet                           |
| powyżej 64 lat           | 0,75 mężczyzn/kobiet                           |
| Umieralność noworodków   |                                                |
| W całej populacji        | 39,9 śmiertelnych/1000 żywych                  |
| płci męskiej             | 42 śmiertelnych/1000 żywych                    |
| płci żeńskiej            | 37,8 śmiertelnych/1000 żywych                  |
| Oczekiwana długość życia |                                                |
| W całej populacji        | 62,6 lat                                       |
| Mężczyzn                 | 61,2 lat                                       |
| Kobiet                   | 64,1 lat                                       |
| Rozrodczość              | 4,77 urodzeń/kobietę                           |
| Urbanizacja              | 33%                                            |

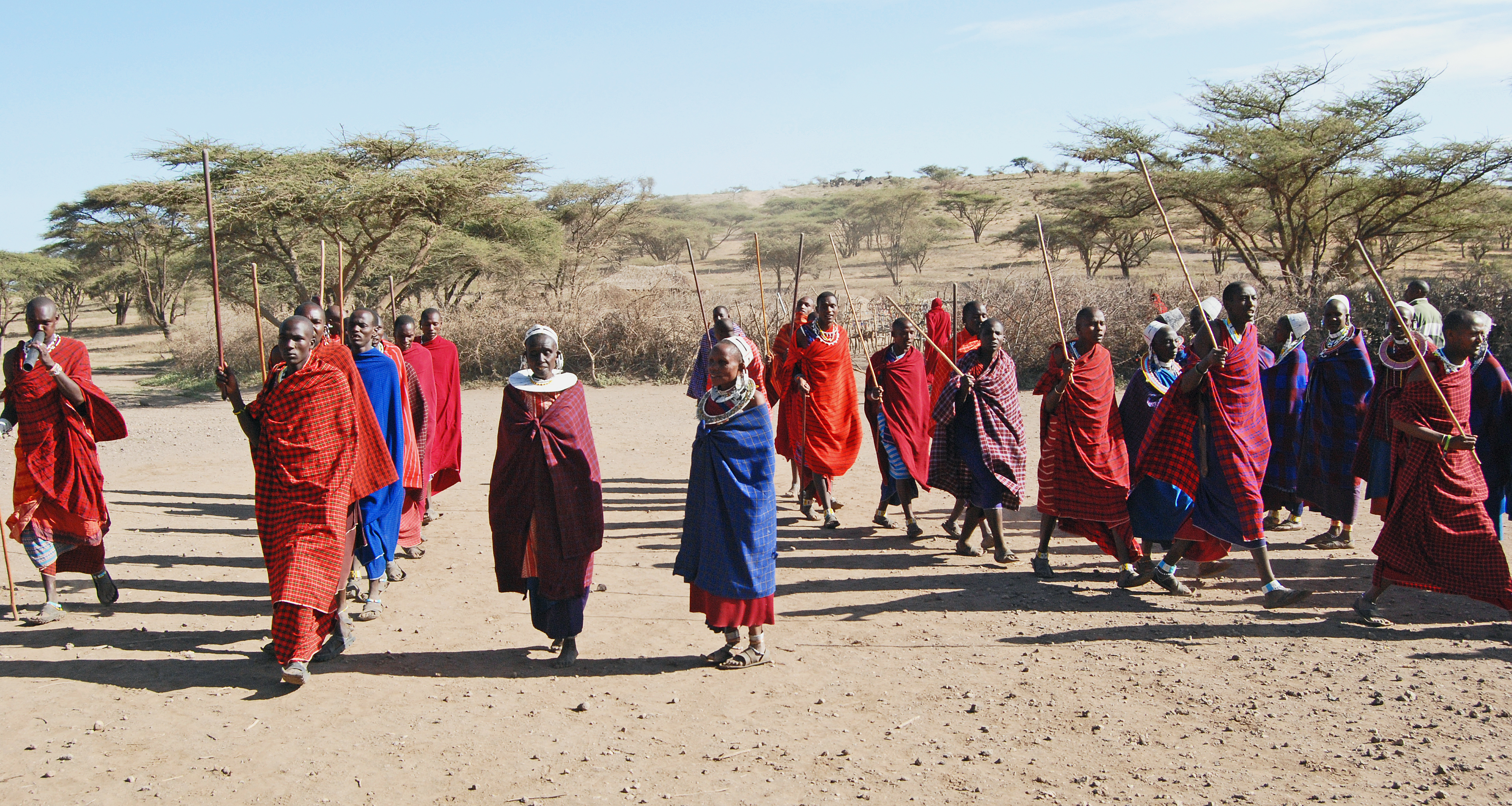
Masajowie

Kraj zamieszkuje ponad 120 grup etnicznych, z których najliczniejsze są ludy Bantu. Nadal powszechny jest koczowniczy tryb życia. Znaczna część ludności jest niedożywiona i dotknięta licznymi chorobami, m.in. malarią i śpiączką. Na 1 lekarza przypada ok. 50 tys. mieszkańców. 

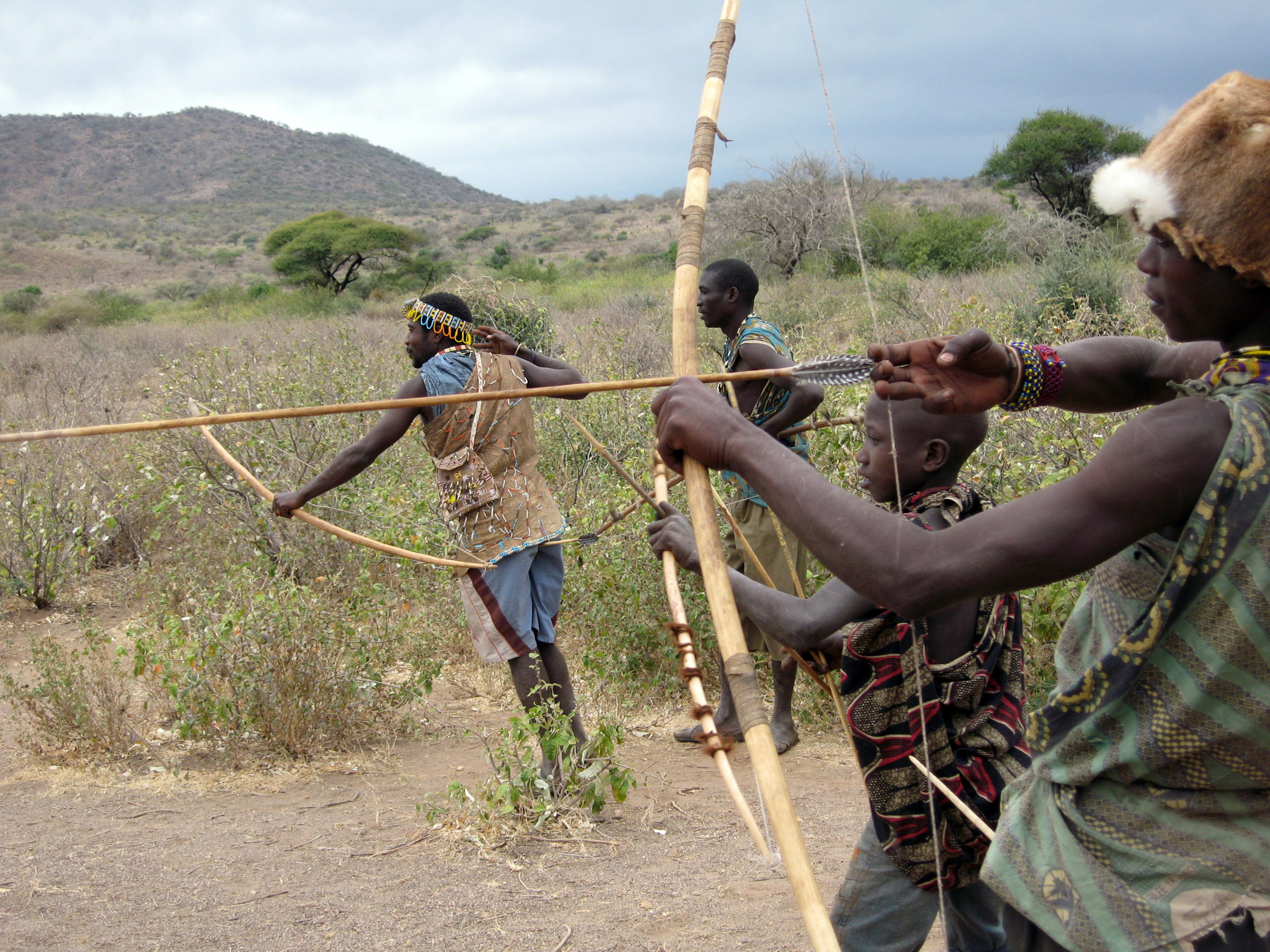
Hadza

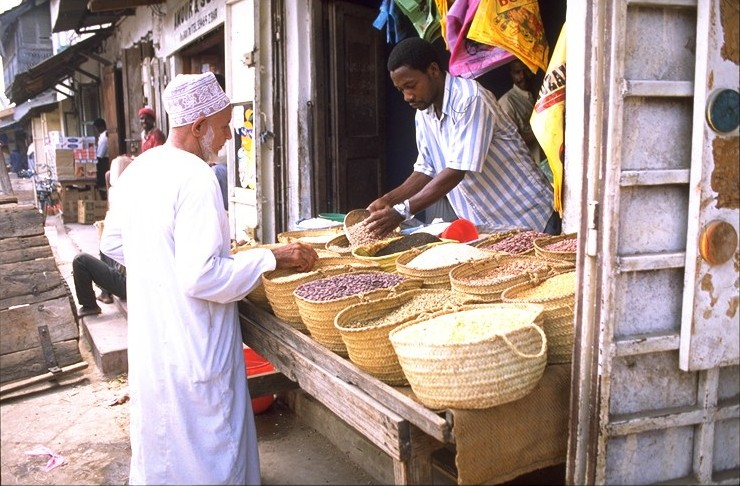
Swahili

| Grupa etniczna      | Język           | Liczebność w tys. | Procent ludności |
| ------------------- | --------------- | ----------------- | ---------------- |
| Sukuma              | Język sukuma    | 9878              | 16,72%           |
| Gogo                | Język gogo      | 2551              | 4,32%            |
| Haya                | Język haya      | 2267              | 3,84%            |
| Ha                  | Język ha        | 1918              | 3,25%            |
| Makonde             | Język makonde   | 1788              | 3,03%            |
| Nyamwezi            | Język nyamwezi  | 1745              | 2,95%            |
| Hehe                | Język hehe      | 1428              | 2,42%            |
| Ngonde              | Język konde     | 1428              | 2,42%            |
| Masajowie (3 grupy) | Język masajski  | 1400              | 2,37%            |
| Luguru              | Język luguru    | 1308              | 2,21%            |
| Zaramo              | Język zaramo    | 1251              | 2,12%            |
| Bena                | Język bena      | 1250              | 2,12%            |
| Shambala            | Język shambala  | 1239              | 2,1%             |
| Chaga               | Język mochi     | 1158              | 1,96%            |
| Turu                | Język nyaturu   | 1059              | 1,79%            |
| Suahili             | Język swahili   | 862               | 1,46%            |
| Makua               | Język makua     | 649               | 1,1%             |
| Hutu                | Język rundi     | 647               | 1,1%             |
| Gudźaratowie        | Język gudźarati | 498               | 0,84%            |
| Chińczycy           | Język chiński   | 103               | 0,17%            |
| Hindusi             | Język hindi     | 68                | 0,12%            |
| Arabowie            | Język swahili   | 65                | 0,11%            |
| Grecy               | Język grecki    | 34                | 0,06%            |

### Największe miasta
Poniższa lista przedstawia największe miasta Tanzanii:
| 1  | Dar es Salaam | Dar es Salaam     | 2 698 652 |
| 2  | Mwanza        | Mwanza            | 436 801   |
| 3  | Zanzibar      | Zanzibar Zachodni | 403 658   |
| 4  | Arusha        | Arusza            | 341 136   |
| 5  | Mbeya         | Mbeya             | 291 649   |
| 6  | Morogoro      | Morogoro          | 250 902   |
| 7  | Tanga         | Tanga             | 224 876   |
| 8  | Dodoma        | Dodoma            | 180 541   |
| 9  | Kigoma        | Kigoma            | 164 268   |
| 10 | Moshi         | Kilimandżaro      | 156 959   |

### Religia

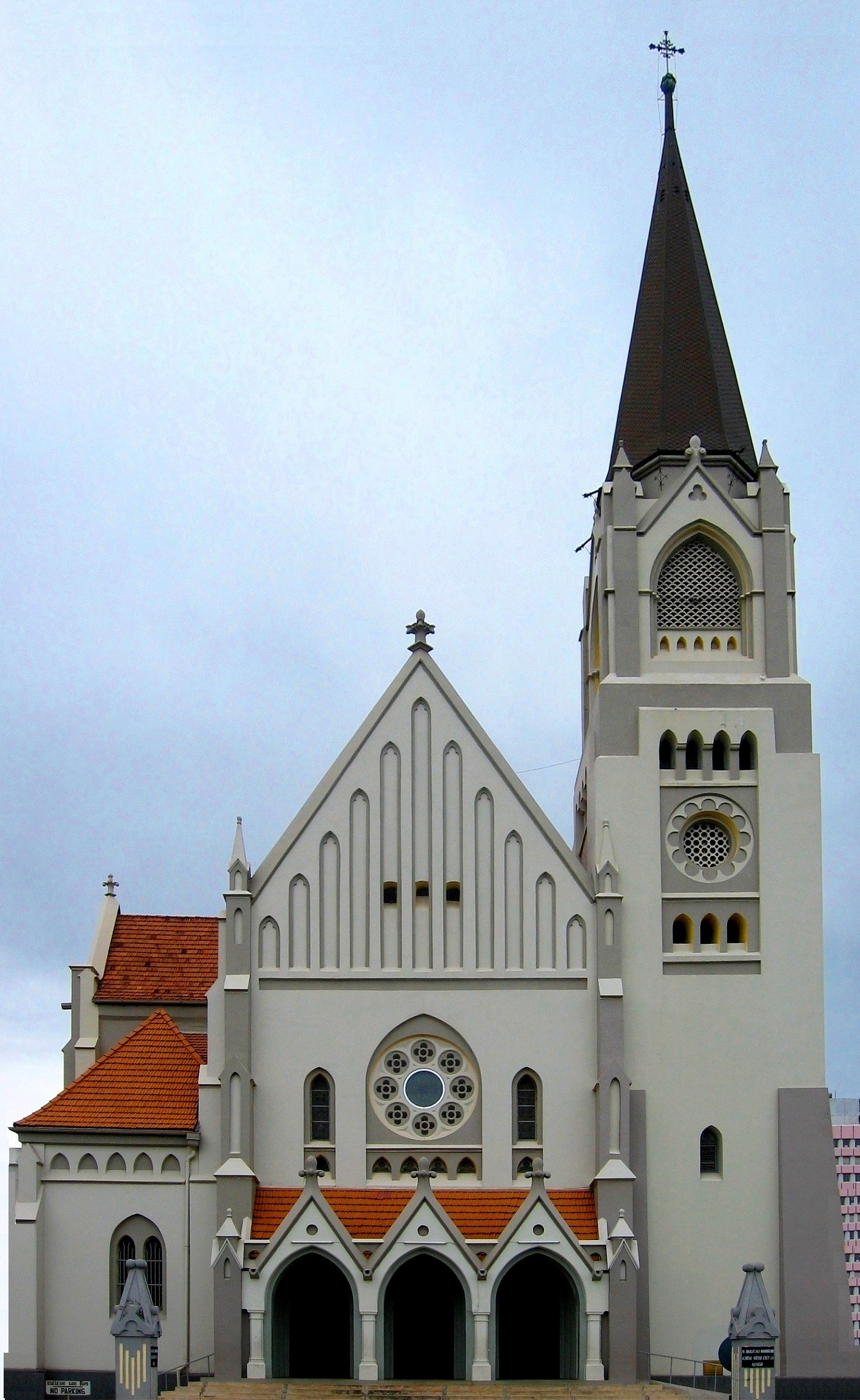
Katolicka Katedra św. Józefa w Dar es Salaam

Struktura religijna w 2020 roku, według The ARDA:
- chrześcijaństwo – 55,3%:
  - protestantyzm – 29,4%
  - katolicyzm – 27,8%
  - kościoły niezależne – 2,2%
- islam – 31,5%
- religie etniczne, animizm – 11,3%
- hinduizm – 0,87%
- bahaizm – 0,43%
- brak religii – 0,36%
- inne religie – 0,12%.

Według szacunków Pew Research Center z 2020 roku, 63% populacji identyfikuje się jako chrześcijanie, 34% jako muzułmanie i 5% praktykowało inne religie. Chrześcijaństwo jest wewnętrznie zróżnicowane i mniej więcej po równo podzielone między katolików i protestantów. Luteranie i anglikanie są największymi wyznaniami protestanckimi, jednak od lat 80. XX wieku prężnie rozwija się ruch zielonoświątkowy, osiągając kilka milionów zwolenników. Do największych związków wyznaniowych należy także Baptystyczna Konwencja Tanzanii, która zgłasza ponad 2,6 mln wyznawców w 1300 kościołach.
Na Zanzibarze około 99% mieszkańców wyznaje islam.

## Ustrój polityczny
Republika Tanzanii od 1961 roku (jako Tanganika) jest członkiem brytyjskiej Wspólnoty Narodów. W wyborach powszechnych wybierany jest prezydent oraz członkowie jednoizbowego Zgromadzenia Narodowego (Bunge) na pięcioletnią kadencję. Prezydent powołuje premiera rządu oraz członków swojego gabinetu spośród parlamentarzystów. W liczącym 274 miejsc parlamencie, 37 miejsc zarezerwowanych jest dla kobiet, a 5 dla członków Izby Reprezentantów Zanzibaru. W wyborach z 14 grudnia 2005 dominującą pozycję w parlamencie zdobyła Partia Rewolucji zdobywając 70% poparcia w wyborach do Zgromadzenia Narodowego i 80% poparcia w wyborach prezydenckich.

## Podział administracyjny

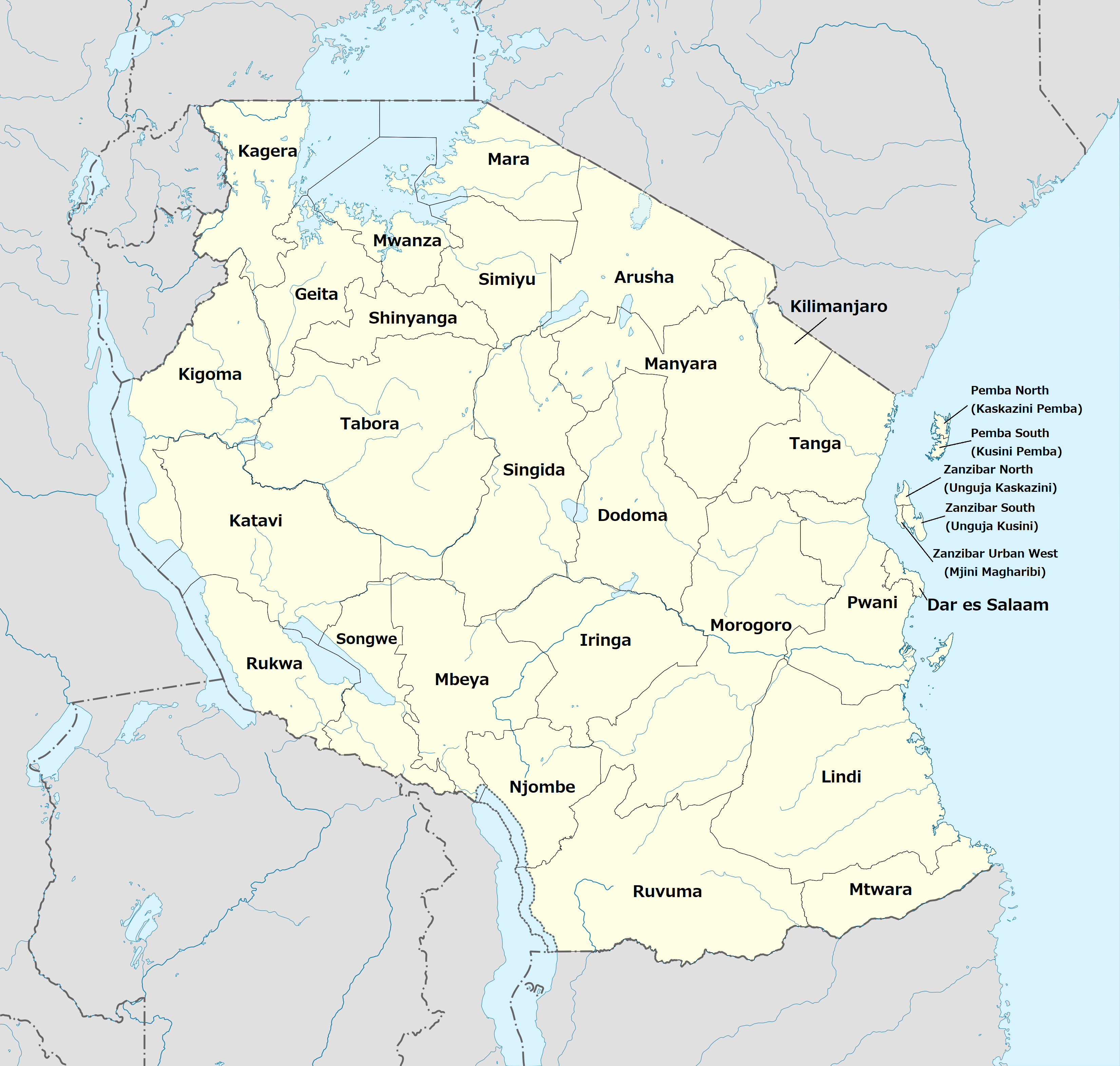
Regiony Tanzanii

Tanzania podzielona jest na 31 regionów:

- Arusza
- Dar es Salaam
- Dodoma
- Geita
- Iringa
- Kagera
- Katavi
- Kigoma
- Kilimandżaro
- Lindi
- Manyara
- Mara
- Mbeya
- Morogoro
- Mtwara
- Mwanza
- Njombe
- Pemba Północna
- Pemba Południowa
- Pwani
- Rukwa
- Ruvuma
- Shinyanga
- Simiyu
- Singida
- Songwe
- Tabora
- Tanga
- Zanzibar Północny
- Zanzibar Południowy
- Zanzibar Zachodni

## Gospodarka

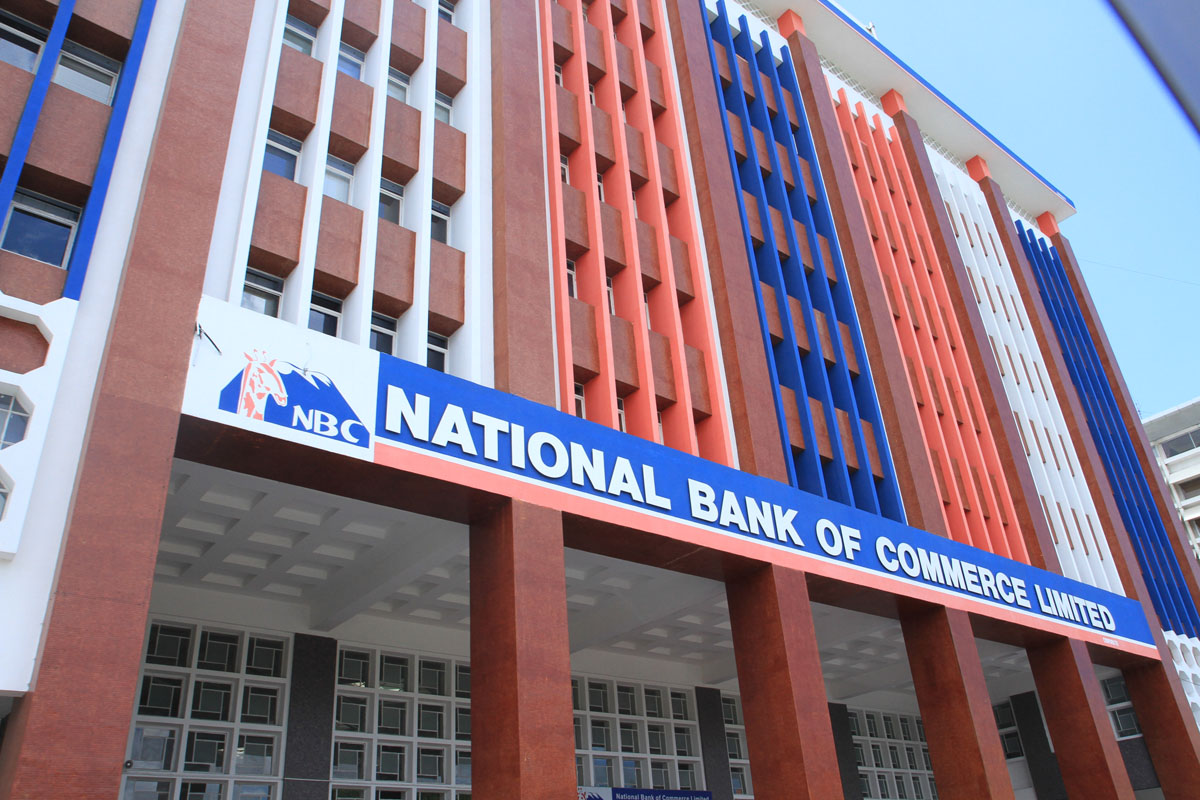
Gmach budynku National Bank of Commerce w Dar es Salaam

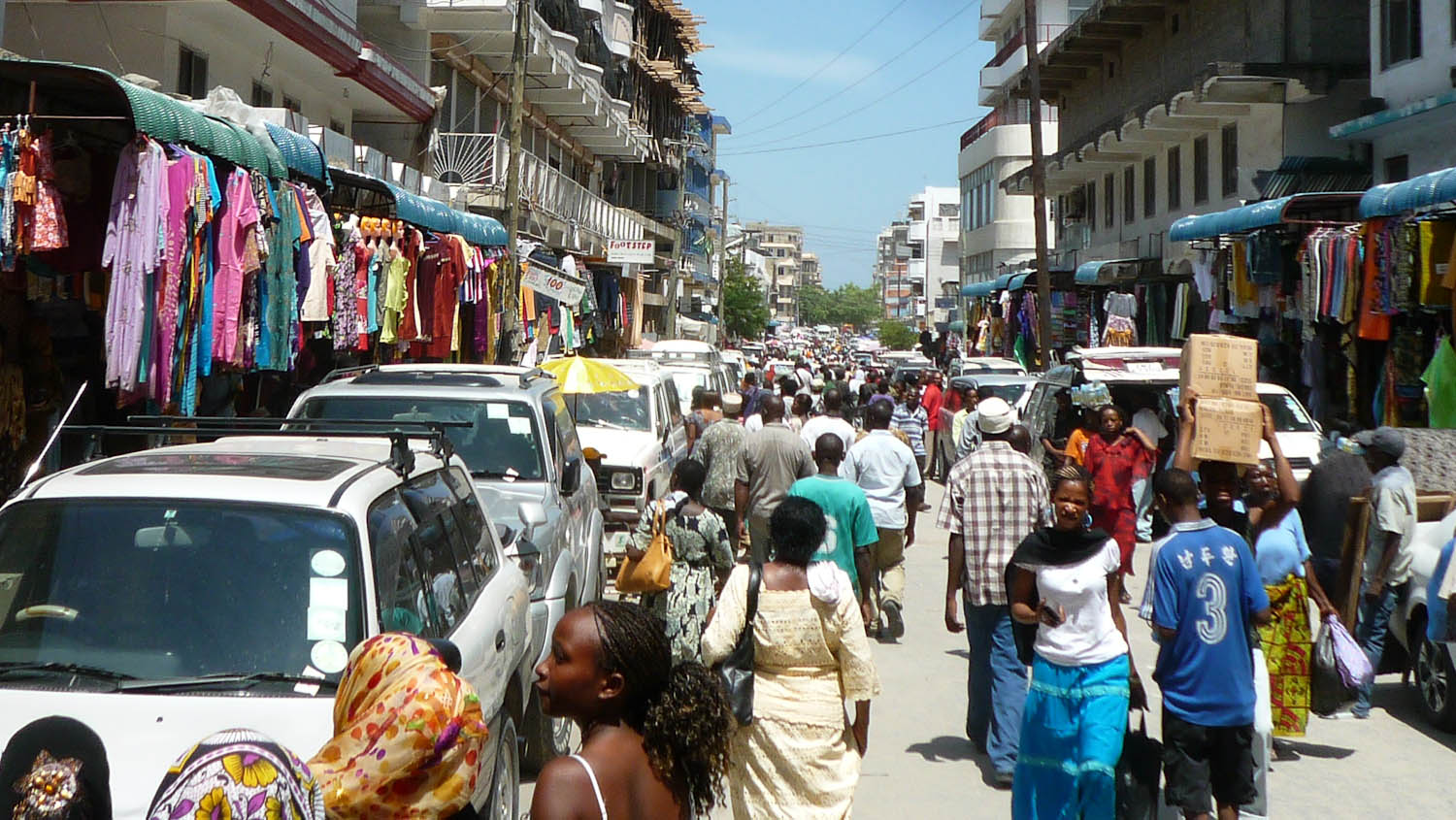
Dar es Salaam

Tanzania jest jednym z najbiedniejszych państw świata. W 2014 roku wartość PKB szacowano na 43,8 mld dolarów lub 86,4 mld dolarów parytetu siły nabywczej (PPP). Tanzania należy do krajów rozwijających się, z PKB per capita wynoszącym 1813 dolarów (PPP), co stanowiło 32% średniej dla 45 krajów Afryki subsaharyjskiej oraz uplasowało Tanzanię na 23. miejscu wśród tych krajów. W 2015 roku wzrost PKB wyniósł 3,7%.
Od 2009 do 2013 roku PKB per capita Tanzanii (oparte na stałym kursie krajowej waluty) rosło średnio o 3,5% rocznie, więcej niż w innych krajach Wspólnoty Wschodnioafrykańskiej.
Największymi partnerami handlowymi Tanzanii w 2012 roku były RPA, Szwajcaria i Chiny, do których eksportowano towary o wartości 5,5 mld USD. Wartość importu wyniosła 11,7 mld USD, a najwięcej importowano ze Szwajcarii, Chin i Zjednoczonych Emiratów Arabskich.
Tanzania przetrwała Wielką Recesję, która rozpoczęła się pod koniec 2008 roku, stosunkowo dobrze. Wysokie ceny złota, wzmocnienie przemysłu wydobywczego kraju oraz słaba integracja Tanzanii ze światowym rynkiem przyczyniły się do odizolowania kraju od spowolnienia. Po zakończeniu recesji w kraju nastąpił jego dynamiczny rozwój, dzięki silnemu sektorowi turystyki, telekomunikacji i bankowości.
Według Programu Narodów Zjednoczonych ds. Rozwoju, gospodarka narodowa tylko w niewielkim stopniu skorzystała z wzrostu gospodarczego w ostatnich latach, pomijając większość ludności kraju. W 2013 roku Globalny Raport Głodu dla Tanzanii był gorszy niż w jakimkolwiek innym kraju Wspólnoty Wschodnioafrykańskiej, z wyjątkiem Burundi.

### Rolnictwo

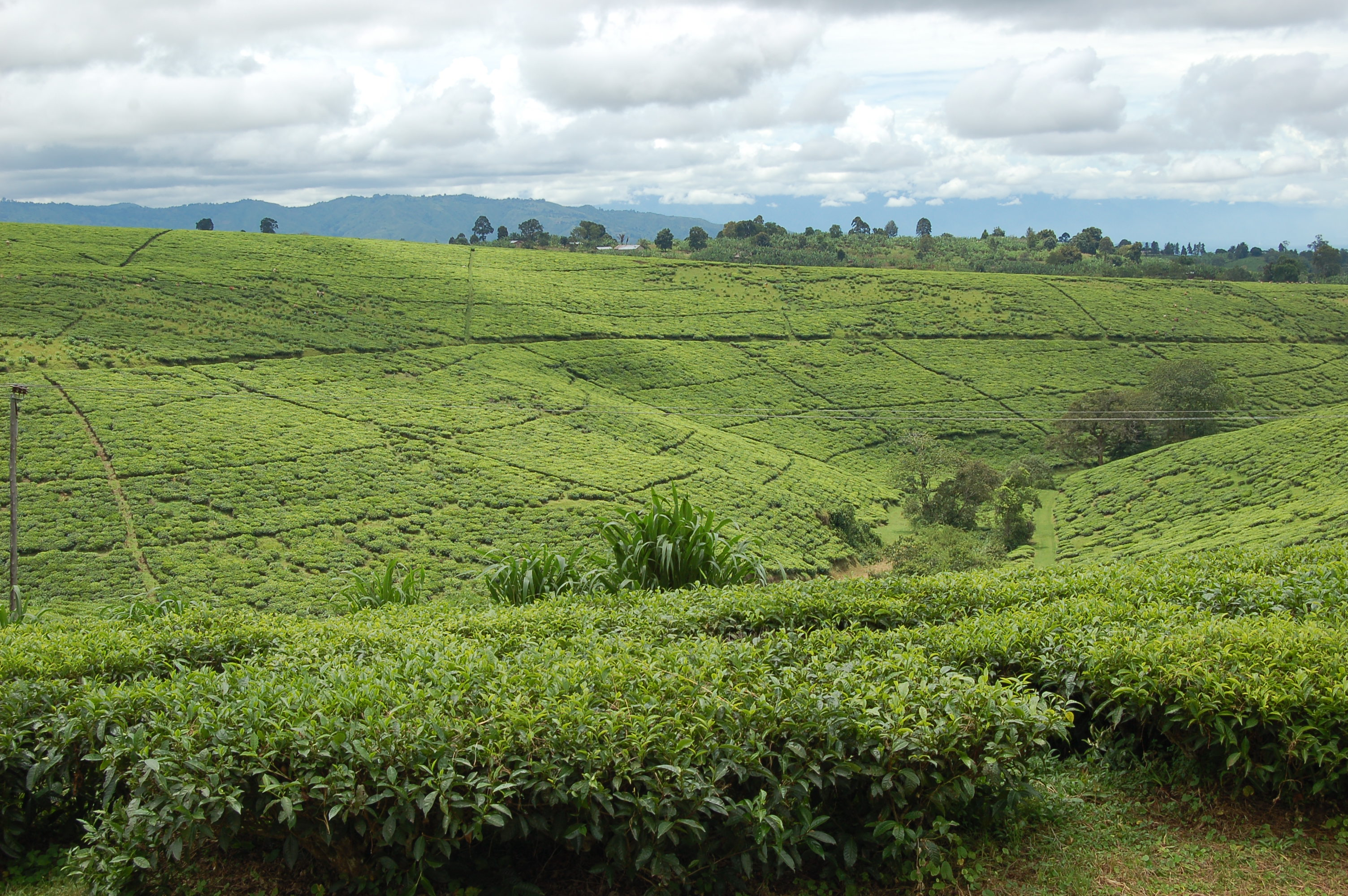
Pola herbaty w Tukuyu

Gospodarka w Tanzanii w dużym stopniu opiera się na rolnictwie, które stanowi 24,5% wartości PKB kraju, 85% eksportu i zapewnia pracę połowie zatrudnionych pracowników. W 2012 roku sektor rolny urósł o 4,3%, czyli mniej niż połowę wyznaczonego celu w Milenijnych Celach Rozwoju ustalonego na poziomie 10,8%. Grunty orne zajmują 15,2% powierzchni kraju, z czego 2,4% gruntów przeznaczone jest pod uprawy stałe.
Największy udział w zbiorach w 2013 roku przyniosły: kukurydza (5,17 mln ton), maniok (1,94 mln ton), bataty (1,88 mln ton), fasola (1,64 mln ton), banany (1,31 mln ton), ryż (1,31 mln ton) i proso (1,04 mln ton). W 2013 roku najczęściej uprawianą rośliną przemysłową był trzcina cukrowa (296,7 tys. ton), a następnie bawełna (241,2 tys. ton), orzechy nerkowca (126 tys. ton), tytoń (86,9 tys. ton), kawowiec (48 tys. ton), sizal (37,4 tys. ton) oraz herbata (32,4 tys. ton).
Według National Irrigation Master Plan z 2002 roku 29,4 mln ha ziemi w Tanzanii nadaje się do irygacji, jednak do 2011 roku nawodniono jedynie 310 745 ha.

### Przemysł

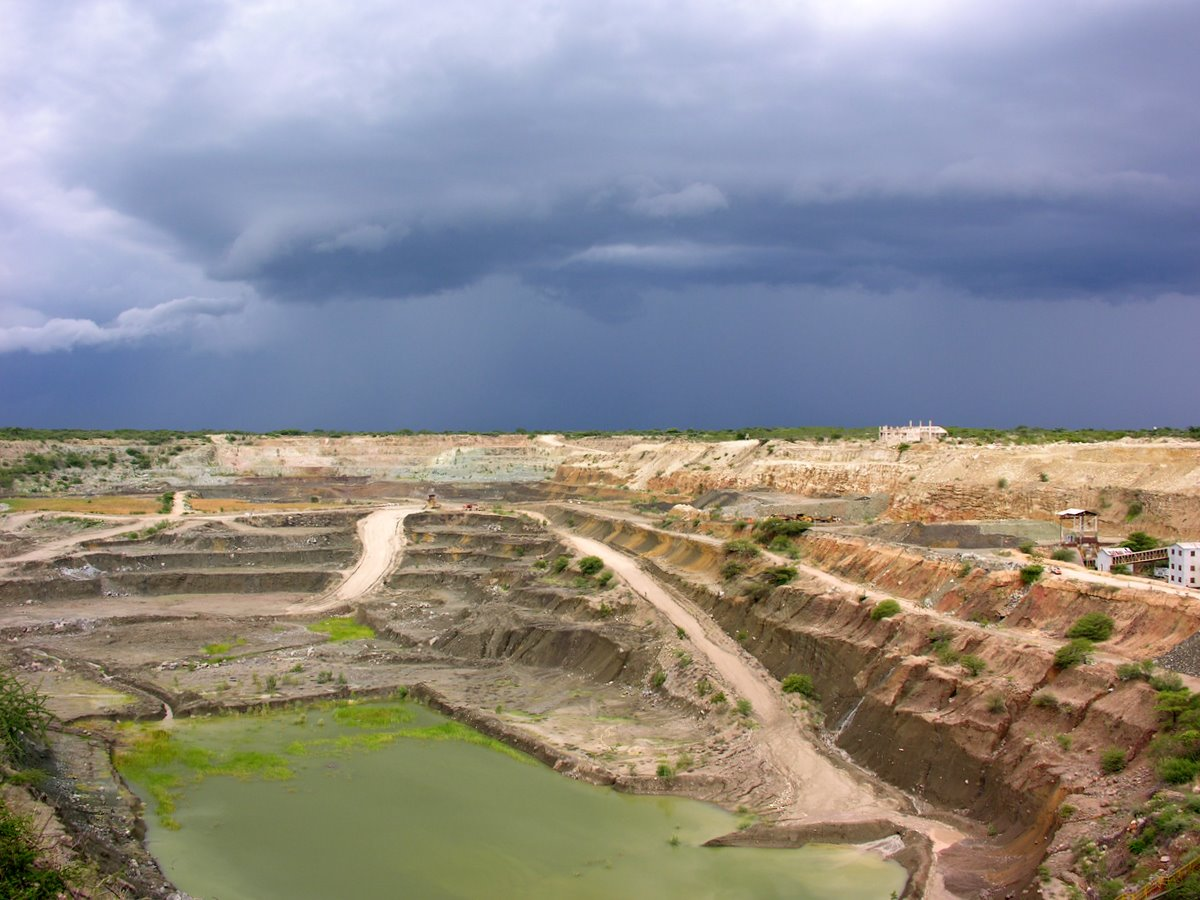
Kopalnia diamentów Williamson

Górnictwo w Tanzanii skupia się przede wszystkim na wydobyciu kamieni szlachetnych i półszlachetnych, złota oraz soli. W Mwadui wydobywa się diamenty. Najlepiej rozwiniętą gałęzią przemysłu stanowi przetwórstwo rolno-spożywcze, a także istotną rolę odgrywa przemysł cementowy. W Dar es-Salaam funkcjonuje elektrownia termiczna.

### Telekomunikacja
Telekomunikacja jest najszybciej rozwijającym się sektorem gospodarki w Tanzanii. W 2013 roku sektor ten urósł o 22,8%, ale stanowił zaledwie 2,4% PKB.
W 2011 roku na 100 mieszkańców kraju przypadało 56 abonentów telefonii komórkowej, nieco powyżej średniej w rejonie Afryki Subsaharyjskiej. Około 11% Tanzańczyków posiadało dostęp do Internetu, ale liczba ta bardzo szybko rośnie. W kraju rozwija się sieć światłowodowa o niskiej przepustowości, która zastąpiła zawodny Internet satelitarny.

### Ubóstwo
Poziom ubóstwa w Tanzanii jest bardzo wysoki. Tanzania poczyniła niewielkie postępy w kierunku zmniejszenia skrajnego głodu i niedożywienia. W 2010 roku Globalny Wskaźnik Głodu zaliczył sytuację w Tanzanii do „alarmującej”. Dzieci z obszarów wiejskich cierpią znacznie bardziej na niedożywienie i chroniczny głód od dzieci z obszarów miejskich, choć różnice miejsko-wiejskie zmniejszyły się zarówno w zakresie niedowagi oraz zahamowania wzrostu. Niska wydajność sektora rolniczego wynika głównie z niedostatecznych inwestycji infrastrukturalnych, ograniczonego dostępu do środków produkcji rolnej oraz kredytów, dużego uzależnienia od warunków pogodowych, a także niedostatecznego wsparcia handlu i reklamy produktów lokalnych.
Około 68% mieszkańców Tanzanii mieszka poniżej progu ubóstwa (mniej niż 1,25 dolara na dzień), a 16% dzieci poniżej 5. roku życia jest niedożywionych. Najważniejsze wyzwania stojące przed Tanzanią według Programu Narodów Zjednoczonych ds. Rozwoju to niezrównoważone pozyskiwanie surowców naturalnych oraz uprawy roślin, zmiany klimatu i zanieczyszczenie źródeł wody.

### Turystyka

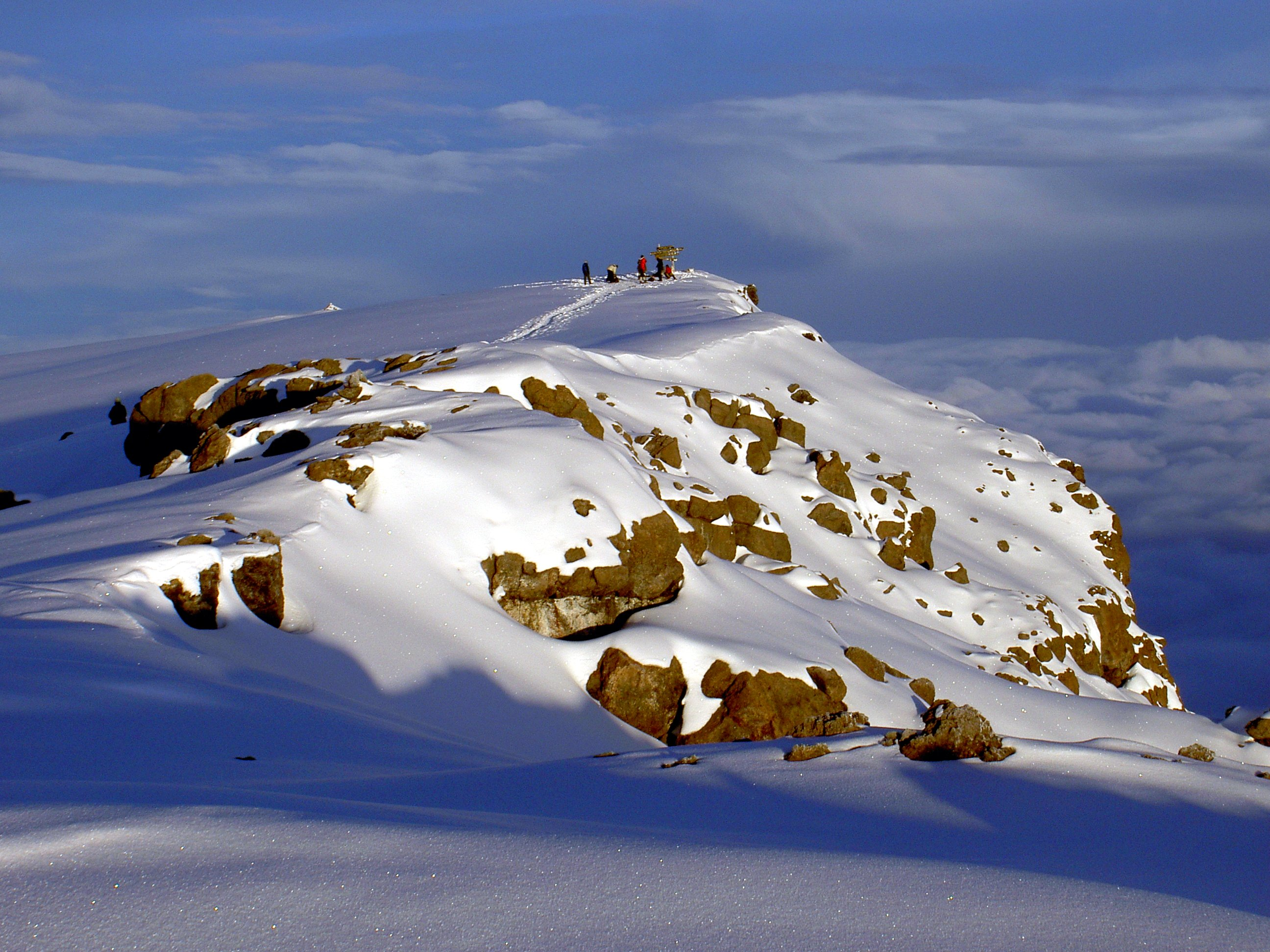
Szczyt Uhuru na wulkanie Kibo – 5895 m n.p.m.

W 2015 roku turystyka stanowiła 12,7% PKB Tanzanii oraz zapewniała zatrudnienie 10,3% sile roboczej w kraju (1 151 200 pracowników). Sektor ten rozwija się bardzo szybko, a całkowite przychody z turystyki urosły z 1,74 mld USD w 2004 roku do 4,48 mld USD w 2013 roku. Zdecydowana większość turystów odwiedza Zanzibar, a także Park Narodowy Serengeti (452 485 turystów w 2013 roku), rezerwat Ngorongoro, Park Narodowy Tarangire (165 949 turystów w 2013 roku), Park Narodowy Lake Manyara (187 773 turystów w 2013 roku) oraz Kilimandżaro. W 2012 roku turyści wydali 56 mld szylingów tanzańskich.

## Transport

Sieć kolejowa Tanzanii

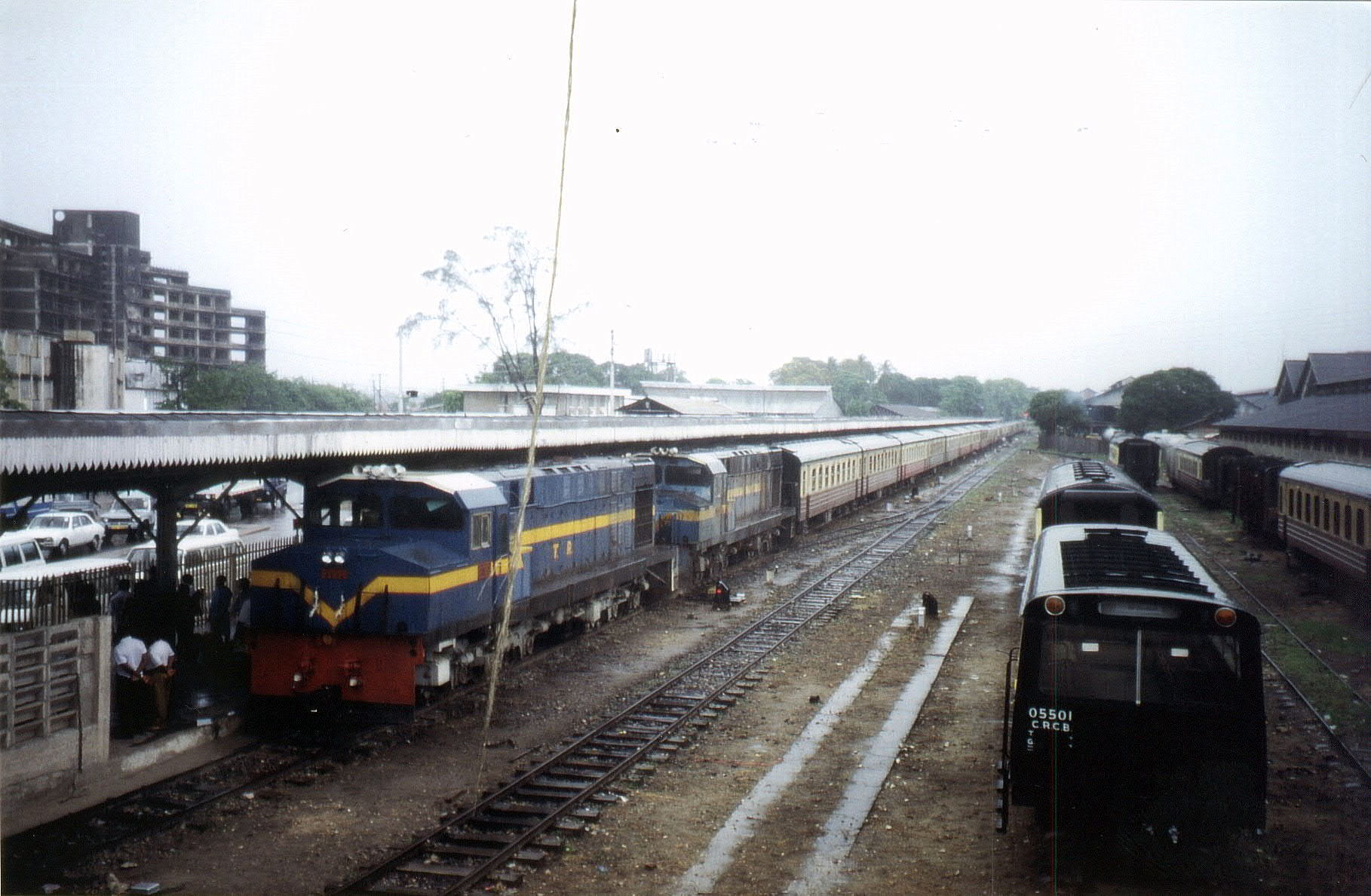
Stacja kolejowa w Dar es Salaam

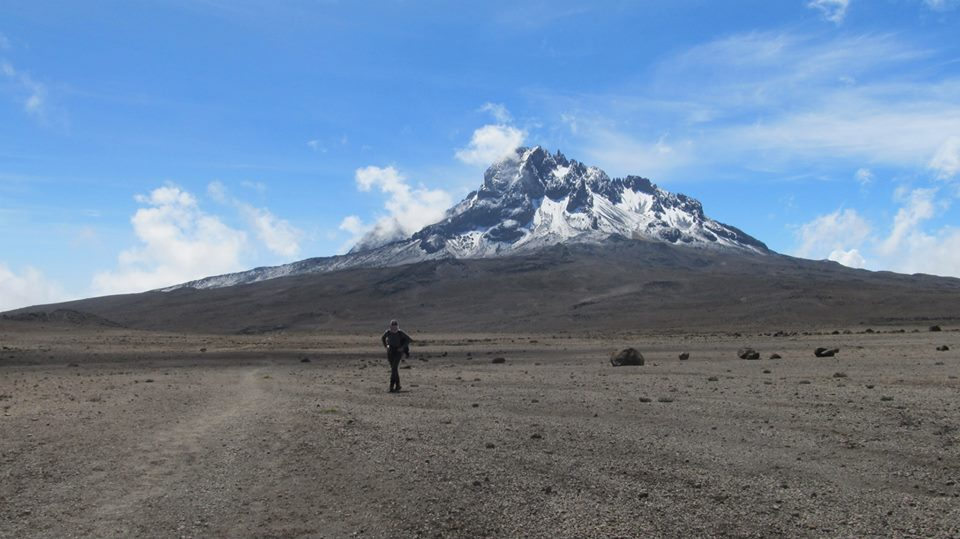
Góra Mawenzi

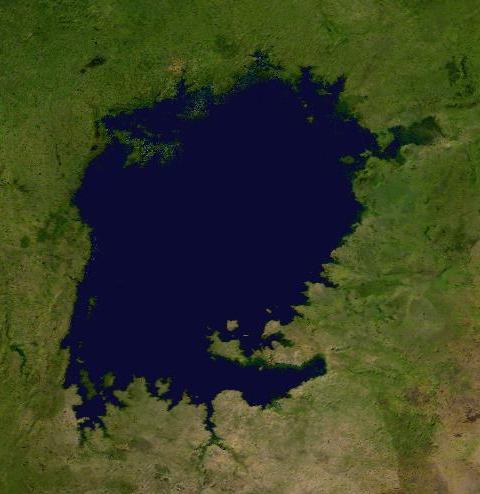
Jezioro Wiktorii

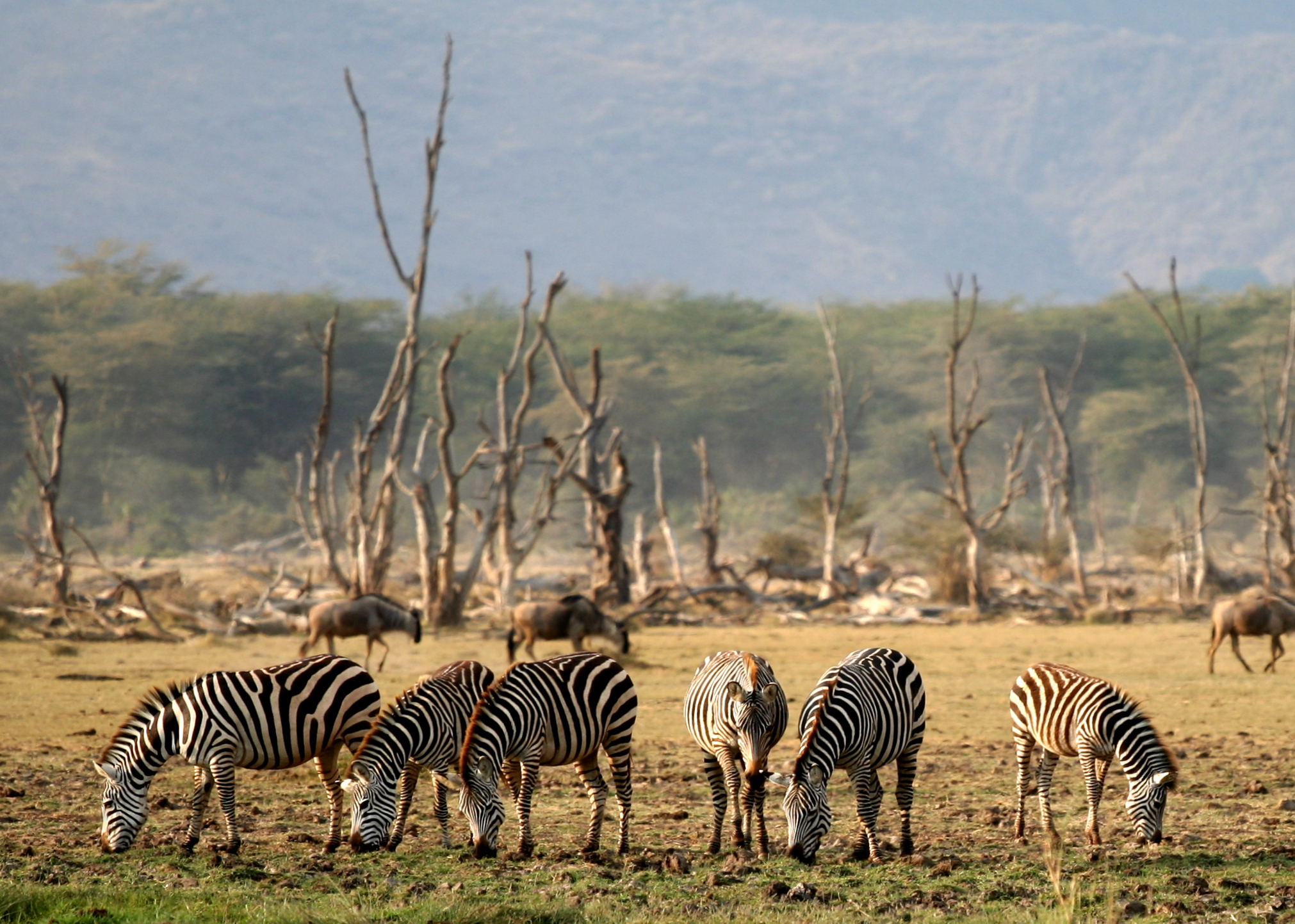
Zebry w Lake Manyara National Park

### Infrastruktura drogowa
- Wszystkie drogi (stan w 2010): 86 472 km
- Drogi utwardzone: 7092 km
- Drogi nieutwardzone: 79 380 km[6]

### Infrastruktura kolejowa
- Wszystkie linie kolejowe: 4567 km
- Linie kolejowe o rozstawie 1000 mm: 2707 km
- Linie kolejowe o rozstawie 1067 mm: 1860 km[6]

Tanzania dysponuje rozwiniętą jak na warunki afrykańskie siecią kolejową (5. miejsce w Afryce). Sieć składa się z dwóch systemów o różnych rozstawach toru. Starszym systemem jest oparta na rozstawie metrowym linia centralna łącząca Tanzanię z Kenią oraz Ugandą (prom kolejowy) i Kongiem (prom kolejowy, nie funkcjonuje). Nowszym systemem jest oparta na rozstawie przylądkowym linia Tazara łącząca Tanzanię z Zambią i przez to całą siecią kolejową południowej Afryki. Sieci spotykają się w porcie Dar Es Salaam oraz mieście Kitadu.

## Siły zbrojne
Tanzania dysponuje trzema rodzajami sił zbrojnych: wojskami lądowymi, marynarką wojenną oraz siłami powietrznymi. Uzbrojenie sił morskich składało się w 2014 roku m.in. z 19 okrętów obrony wybrzeża, natomiast sił lądowych m.in. z: 30 czołgów, 350 opancerzonych pojazdów bojowych oraz 16 zestawów artylerii holowanej. Tanzańskie siły powietrzne z kolei posiadały w 2014 roku uzbrojenie w postaci m.in. 14 myśliwców, 11 samolotów transportowych, 7 samolotów szkolno-bojowych oraz 8 śmigłowców. Wojska tanzańskie w 2014 roku liczyły 27 tys. żołnierzy zawodowych oraz 80 tys. rezerwistów. Według rankingu Global Firepower (2014) tanzańskie siły zbrojne stanowią 106. siłę militarną na świecie, z rocznym budżetem na cele obronne w wysokości 220 mln dolarów (USD).

## Szkolnictwo
W Tanzanii używanych jest około 100 języków, głównie z rodziny bantu. W szkolnictwie podstawowym używany jest język suahili, natomiast w szkolnictwie wyższym w powszechnym użyciu jest język angielski. W 2012 roku wskaźnik alfabetyzacji osób powyżej 15. roku życia wynosił 67,8%. Edukacja jest obowiązkowa dla osób poniżej 15. roku życia. w 2010 roku 74,1% dzieci między 5. a 14. rokiem życia uczęszczało do szkół. W 2012 roku edukację podstawową ukończyło 80,8% dzieci. W kraju znajduje się 21 uniwersytetów:
1. Ardhi University
2. University of Dodoma(inne języki)
3. Hubert Kairuki Memorial University(inne języki) (HKMU)
4. International Medical and Technological University(inne języki) (IMTU)
5. Moshi University College of Cooperative and Business Studies(inne języki)
6. Mount Meru University(inne języki)
7. Muhimbili University of Health and Allied Sciences (MUHAS)
8. Muslim University of Morogoro(inne języki) (MUM)
9. Mzumbe University (MU)
10. Open University of Tanzania (OUT)
11. Ruaha University College(inne języki) (RUCO)
12. St. Augustine University of Tanzania(inne języki) (SAUT)
13. St. John's University of Tanzania(inne języki) (SJUT)
14. Sokoine University of Agriculture (SUA)
15. State University of Zanzibar(inne języki)
16. Teofilo Kisanji University(inne języki)
17. Tumaini University(inne języki) (TU)
18. University of Dar es Salaam (UDSM)
19. Zanzibar University(inne języki) (ZU)
20. Dar es Salaam Institute of Technology(inne języki)